# Ditrói Gábor
Ditrói Gábor (Kolozsvár, 1884. október 3. – Szeged, 1950. május 7.) szemészorvos, egyetemi tanár. Ditrói Mór (1851–1945) unokaöccse.

## Életpályája
Ditrói József mérnök és Erőskövy Vilma fiaként született polgári családban. Középiskolai tanulmányait 1894 és 1902 között a Kolozsvári Római Katolikus Főgimnáziumban végezte. Az egyetemet szülővárosában kezdte meg, de a Budapesti Tudományegyetemen fejezte be, ahol 1909-ben avatták orvosdoktorrá. Oklevelének megszerzése után kinevezték Pécs város közkórházának másodorvosává. 1911 és 1913 között a Budapesti Tudományegyetem I. sz. Szemészeti Klinikájának gyakornokaként működött. 1912-ben szemészetből szakorvosi képesítést szerzett. 1913 és 1919 között a Kolozsvári Magyar Királyi Ferenc József Tudományegyetem Szemészeti Klinikájának tanársegéde, 1918–1919-ben magántanára volt. 
Az első világháborúban harctéri szolgálatot teljesített; ezredorvosként fontos szerepet játszott a kolerajárvány megfékezésében. 1918-ban szemészeti diagnosztika című tárgykörből magántanárrá habilitálták. 1921 és 1924 között a szegedi Ferenc József Tudományegyetem Szemészeti Klinika adjunktusa, 1925 és 1950 között a szemészeti diagnosztika nyilvános rendes tanára, illetve tanszékvezető egyetemi tanára volt. 1930–1931-ben, valamint 1939–1940-ben és 1945–1946-ban az Orvostudományi Kar dékánja volt. 1931–1932-ben, valamint 1940–1941-ben és 1946–1947-ben dékánhelyettes volt. 1935–1936-ban, valamint 1948–1949-ben az egyetem rektora volt. 1935 és 1941 között a Magyar Szemorvos Társaság elnöke volt. 1936–1937-ben rektorhelyettes volt. 1936–1937-ben országgyűlési képviselő volt, a szegedi egyetem képviseletében a Felsőház tagja.

### Munkássága
A Szemészet című szaklap szerkesztőbizottsági tagja, valamint több tudományos társaság, illetve bizottság tiszteletbeli elnöke volt. Fő kutatási területei a szem egyensúlyzavarának, proteinterápiájának, a kamilla hatóanyaga gyógyászati alkalmazásának, a retina betegségeinek témakörét foglalta magába. Több szakközleménye jelent meg a hazai és külföldi folyóiratokban.
Sírja a szegedi Belvárosi temetőben található.

## Művei
- Adatok az angiomatosis retinae fejlődéséhez. (Orvosi Hetilap, 1916, 53.)
- Klinik und Pathologie der Uvealtuberkulose (Szabó Györggyel, Lipcse-Budapest, 1943)